# Magdiwang
Magdiwang is een gemeente in de Filipijnse provincie Romblon op het eiland Sibuyan. Bij de laatste census in 2007 had de gemeente bijna 13 duizend inwoners.

## Geografie

### Topografie
Magdiwang ligt hemelsbreed 283 kilometer ten zuidoosten van de Filipijnse hoofdstad Manilla en 28 kilometer ten zuidoosten van de provinciehoofdstad Romblon. De gemeente Magdiwang beslaat de noordzijde van het eiland Sibuyan in de centrale Filipijnse provincie Romblon. De andere twee gemeenten op het eiland zijn Cajidiocan ten oosten en San Fernando ten zuiden van Magdiwang.

### Bestuurlijke indeling
Magdiwang is onderverdeeld in de volgende 9 barangays:
| - Agsao - Agutay - Ambulong - Dulangan - Ipil - Jao-asan - Poblacion - Silum - Tampayan |

## Demografie
Magdiwang had bij de census van 2007 een inwoneraantal van 12.924 mensen. Dit zijn 892 mensen (7,4%) meer dan bij de vorige census van 2000. De gemiddelde jaarlijkse groei komt daarmee uit op 0,99%, hetgeen lager is dan het landelijk jaarlijks gemiddelde over deze periode (2,04%). Vergeleken met de census van 1995 is het aantal mensen met 1.477 (12,9%) toegenomen.

De bevolkingsdichtheid van Magdiwang was ten tijde van de laatste census, met 12.924 inwoners op 100,75 km², 113,6 mensen per km².